# Australian Defence Force Academy

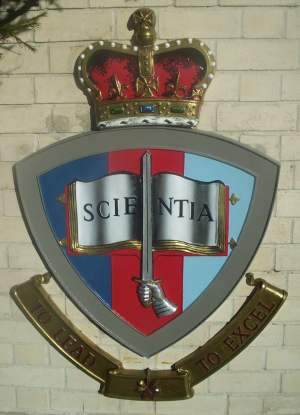
Logo der ADFA

Die Australian Defence Force Academy (ADFA) ist eine Militärakademie in Australien. Sie befindet sich in der Hauptstadt Canberra im Stadtteil Campbell. Sie bildet angehende Offiziere der Australian Defence Force (ADF) (bestehend aus der Royal Australian Navy, der Australian Army und der Royal Australian Air Force) militärisch und akademisch aus. Sie bietet auch Postgraduierten-Lehrgänge für Zivilisten, höherrangige ADF-Angehörige und Staatsangestellte an. Die ADFA ist mit der University of New South Wales verbunden, die die akademische Verantwortung trägt. Absolventen der ADFA erhalten den Rang eines Officer Cadet (Armee und Luftwaffe) bzw. eines Midshipman (Marine).

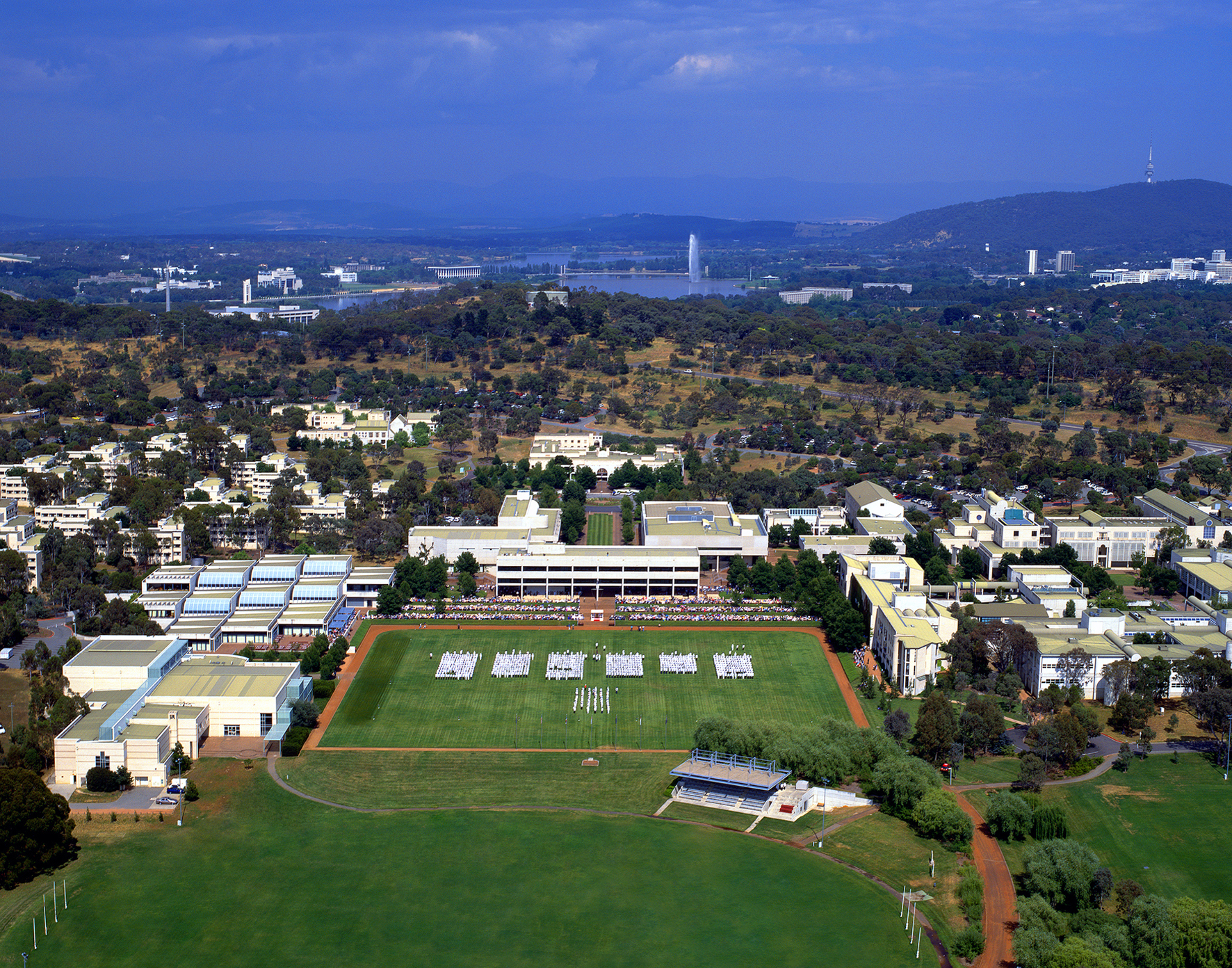
Luftbild der ADFA

1977 beschloss die australische Regierung, die Akademien der einzelnen Truppengattungen zu schließen und diese zur ADFA zusammenzulegen. 1981 wurde ein Zusammenarbeitsvertrag mit der University of New South Wales unterzeichnet. Die Eröffnung der ADFA erfolgte im Jahr 1986.